# Jeremiah Gurney

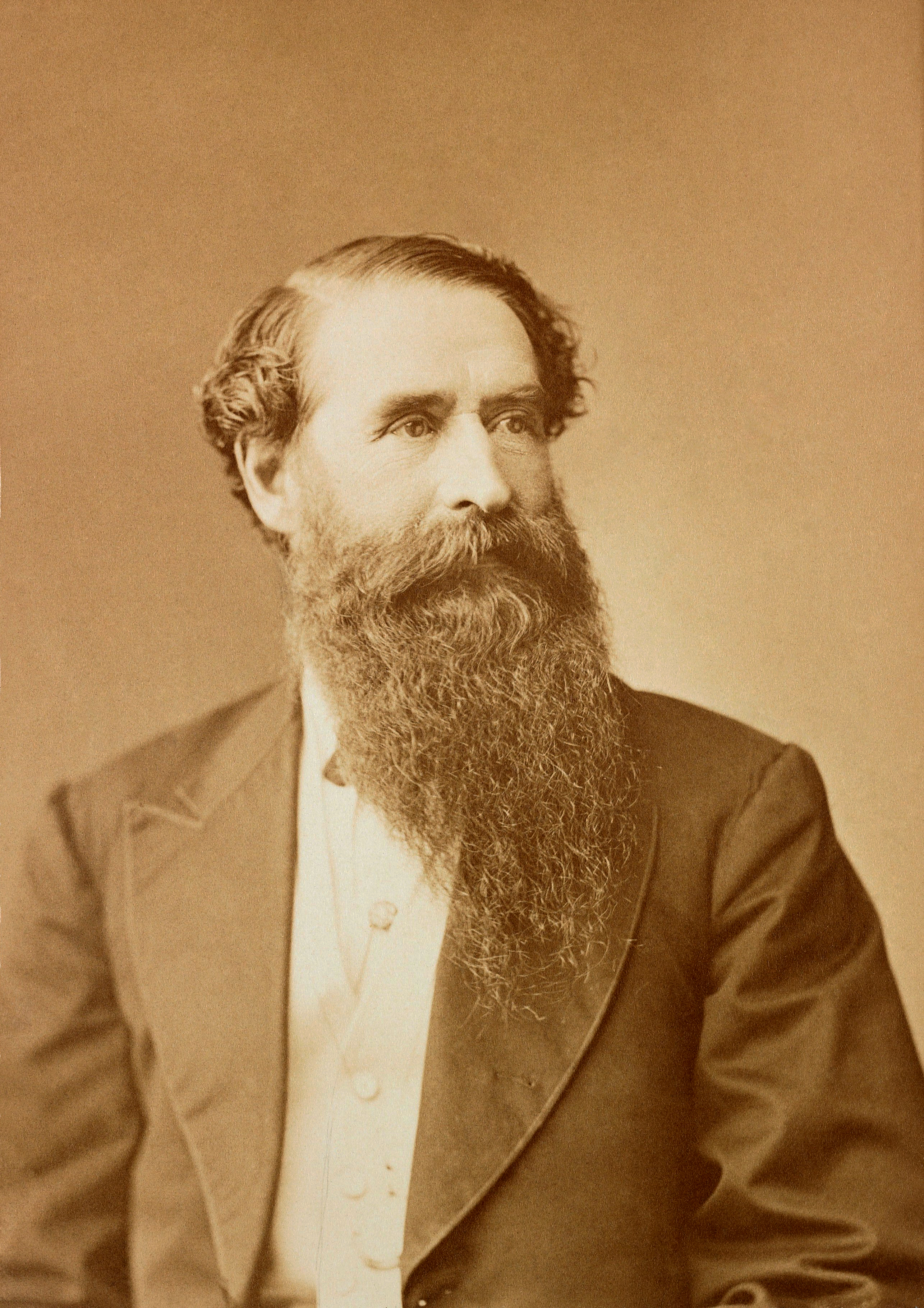
Autorretrato c. 1869

Jeremiah Gurney (17 de octubre de 1812 – 21 de abril de 1895) fue un fotógrafo estadounidense de daguerrotipos que operaba en Nueva York.

## Biografía

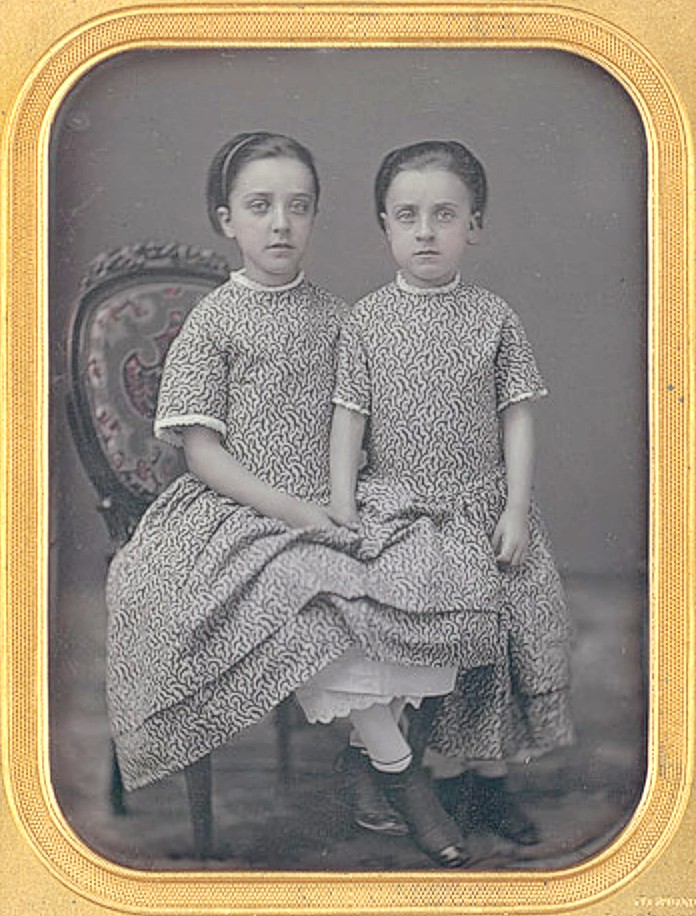
Two Girls in Identical Dresses, c. 1857, ubicado en el Museo Metropolitano de Arte, Nueva York.

Gurney trabajaba en el comercio de joyería en Saratoga, Nueva York, pero aprendió sobre el daguerrotipo de Samuel Morse, se dedicó a la fotografía y, después de mudarse a la ciudad de Nueva York, comenzó a vender fotografías junto con joyería desde su tienda. Diferentes fuentes lo describen como el dueño de la primera galería fotográfica en América y segundo practicante después de Morse, o simplemente como uno de los primeros practicantes en la ciudad de Nueva York y "una de las primeras" galerías fotográficas en Broadway.
El Museo Metropolitano de Arte atribuye su éxito a la producción de los mejores daguerrotipos en Gotham y elogia sus "retratos tonalmente delicados y sorprendentemente tridimensionales" como su Two Girls in Identical Dresses. Un artículo de Scientific American, que revisa una exhibición fotográfica de 1853 en el Crystal Palace de Londres, elogia a los fotógrafos estadounidenses y destaca el "gusto exquisito y habilidad mostrados en las fotografías de Gurney y otros" en la exposición.
El fotógrafo de la guerra civil estadounidense Mathew B. Brady fue oficial en la firma que fabricaba los estuches para la tienda de Gurney y se inspiró en el éxito de Gurney para dedicarse a la fotografía, fundando una firma rival.
Una de las cosas por las que Gurney es más conocido es por haber tomado la única fotografía conocida de Abraham Lincoln en la muerte.

## Galería

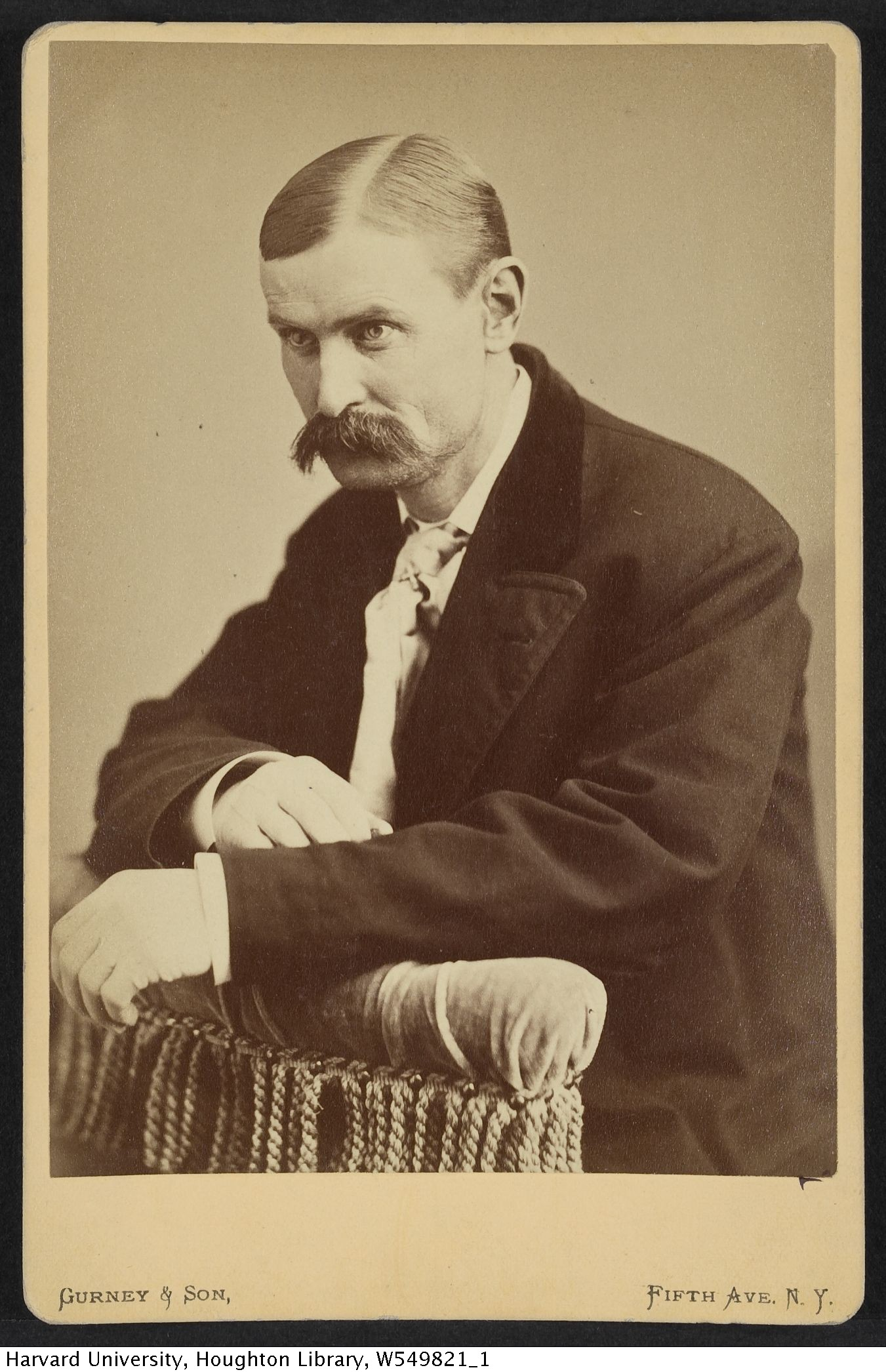
Actor Nelse Seymour
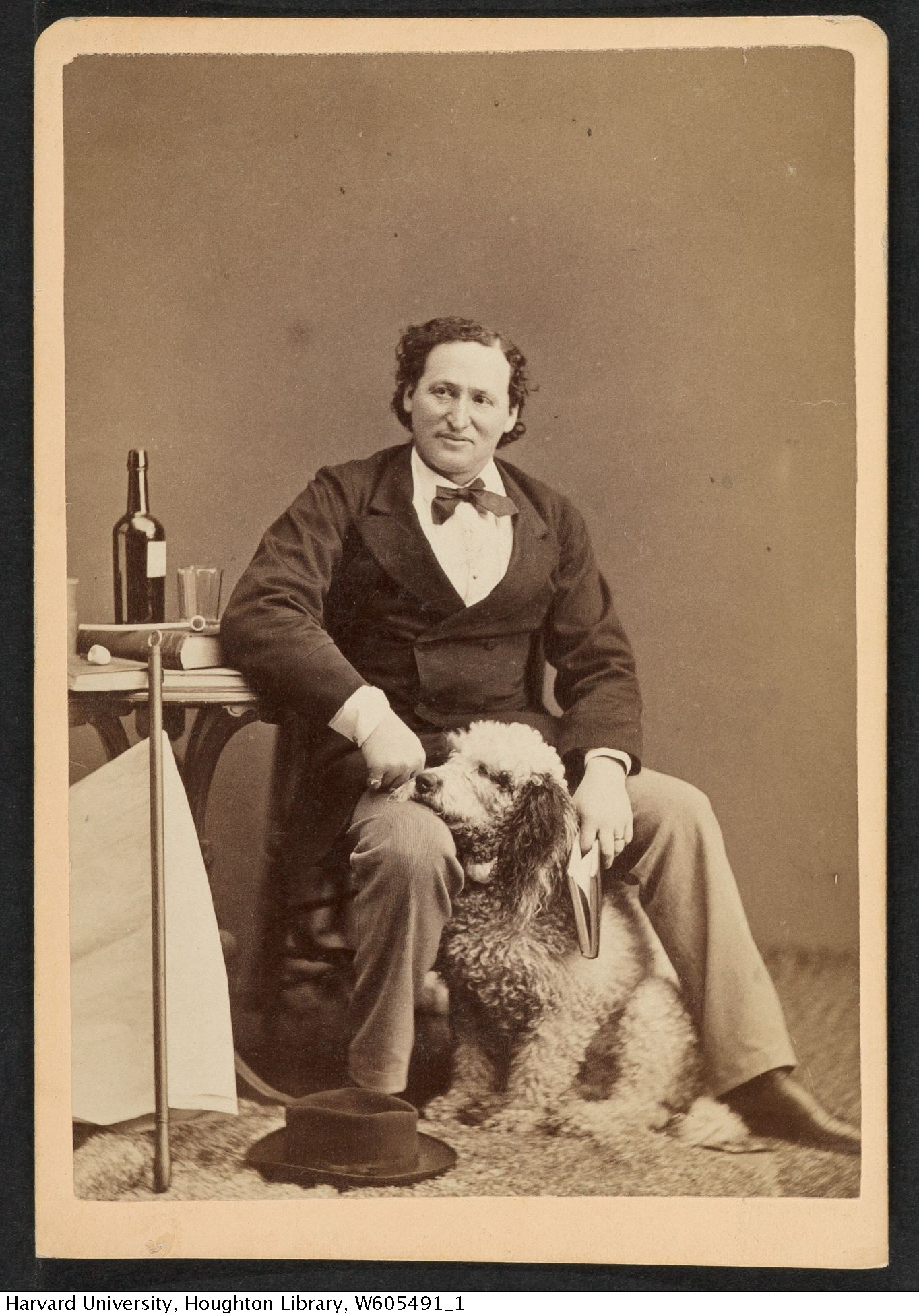
Actor Daniel E. Bandmann
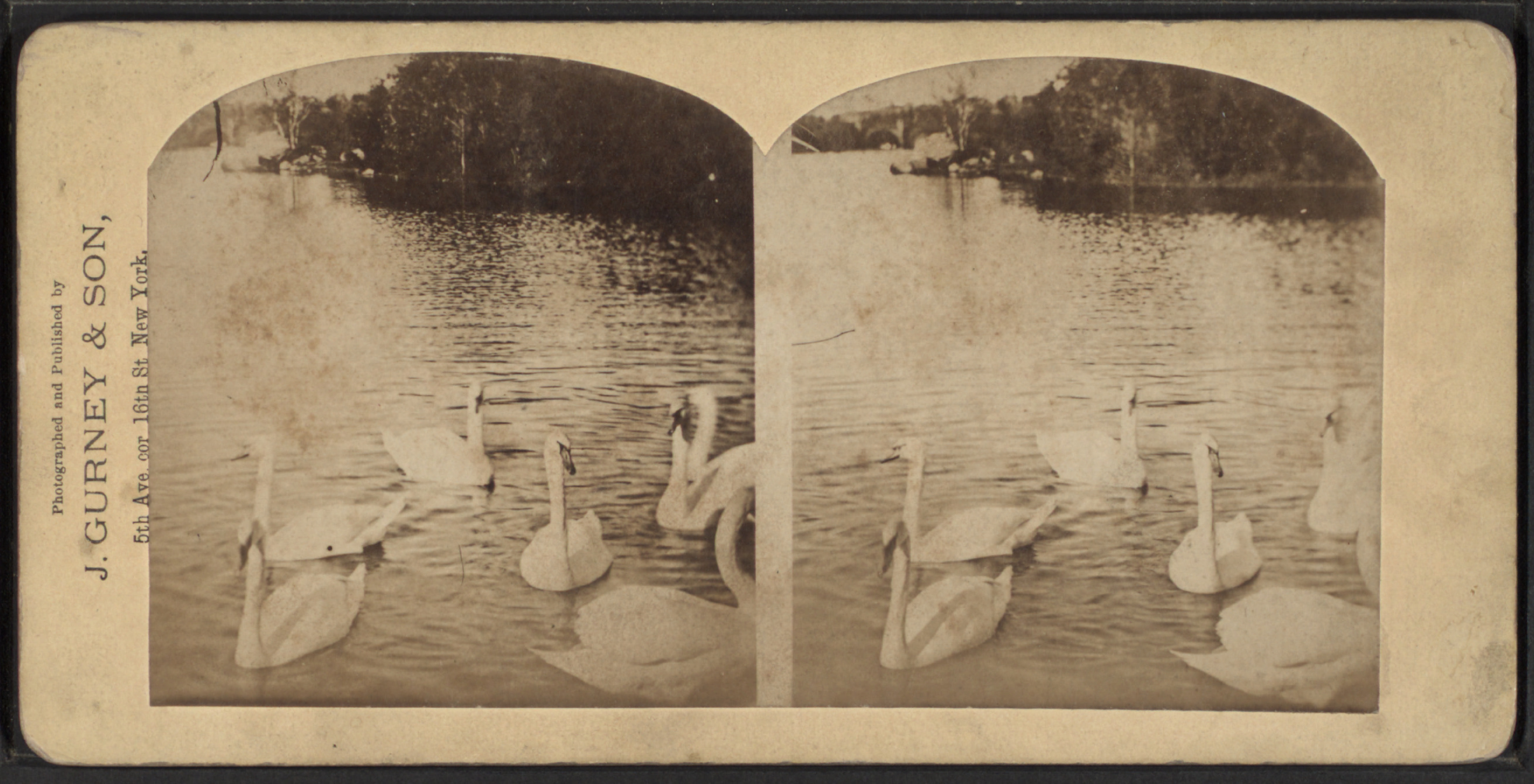
Swans in Central Park, New York
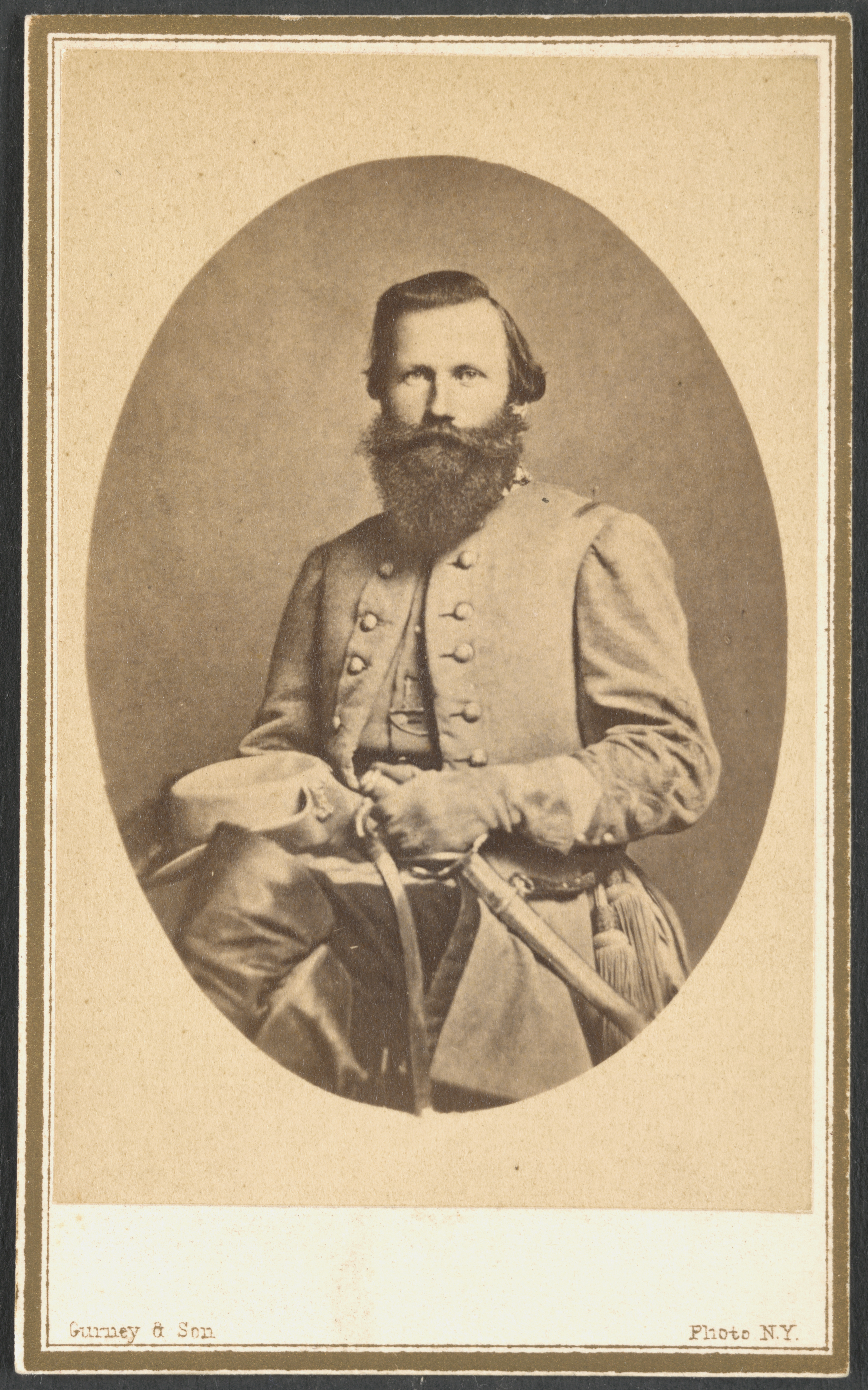
CSA General J. E. B. Stuart